# Georges Wildenstein
Georges Wildenstein (París, 1892-1963) fou un marxant d'art, col·leccionista, editor i historiador d'art. Pertany a una saga de marxants, iniciada pel seu pare i avui en la cinquena generació, al voltant de la Galeria Wildenstein fundada a París i avui amb seu a Nova York. En honor seu es va crear l'Institut Wildenstein, a París, dedicat a la promoció de l'art.

## Biografia

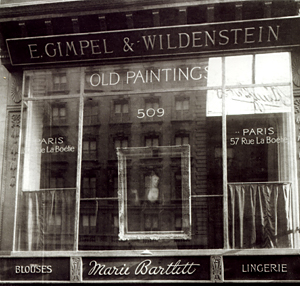
Galeria Gimpel & Wildenstein, Nova York, 1907

El seu pare, Nathan Wildenstein (Fegersheim, 1852 - 1934), es va traslladar d'Alsàcia a París el 1870 degut a la guerra francoprussiana. Va començar a vendre quadres, sobretot de pintors del segle xviii, i va obrir oficines a Nova York i Londres.
Georges Wildenstein va començar a treballar a la galeria del seu pare el 1910.
El 1924 va fundar la revista setmanal Arts, i el 1929 va assumir la direcció de la revista degana de les arts Gazette des Beaux-Arts.
El 1934, a la mort del seu pare, va assumir la direcció de la galeria d'art. Es va interessar pels pintors francesos de la segona meitat del segle xix promovent autors llavors poc valorats: Manet, Degas, Monet, Renoir, Cézanne i Pissarro, i posteriorment Picasso. Va començar a col·leccionar una àmplia bibliografia d'art i arxius fotogràfics que s'han convertit en un dels seus grans llegats, avui dipositats a l'Institut Wildenstein.
De formació erudita, es va convertir en un crític d'art molt apreciat. Primer va publicar catàlegs raonats de pintors i escultors francesos del segle xviii, i després dels impressionistes i postimpressionistes: Nicolas Lancret, Jacques Aved, Jean Siméon Chardin, Quentin de La Tour, Jean-Honoré Fragonard, Louis Moreau, Jean-Auguste-Dominique Ingres, Berthe Morisot i Paul Gauguin. És considerat una autoritat en l'obra de Gauguin, Ingres i Chardin. Els catàlegs de Wildenstein s'han convertit en obres de referència i l'Institut Wildenstein és avui el principal editor de catàlegs raonats.
El 1963 el seu fill Daniel Wildenstein (1917-2001) el va succeir en la direcció de la galeria i de la revista Gazette des Beaux-Arts. El 1995, la família va haver de fer front a les acusacions que Georges Wildenstein havia acceptat vendre obres robades pels nazis durant l'ocupació de França. Georges Wildenstein era net d'un rabí jueu i el gener de 1941 es va refugiar a Nova York però deixant oberta la galeria de París.